# Cremastus cylindricus
Cremastus cylindricus là một loài tò vò trong họ Ichneumonidae.